# José Ramón Medina Echavarría
José Ramón Medina Echavarría (* 25. Dezember 1903 in Castellón de la Plana; † 13. November 1977 in Santiago de Chile) war ein spanischer Soziologe.

## Leben
In seiner Jugend war er mit José Gaos und Max Aub befreundet.
Von 1914 bis 1920 studierte er in Valencia und Barcelona, und von 1920 bis 1926 Rechtswissenschaft in Valencia und Madrid. 1926 ließ er sich an der Universität von Paris als Fellow einschreiben, hier studierte er den Positivismus von Auguste Comte und die Soziologie von Émile Durkheim.
1930 wurde er zum Doktor der Rechtswissenschaften an der Universität Complutense Madrid promoviert. Seine Arbeit La representación profesional en las asambleas legislativas befasst sich mit der soziopolitischen Situation der Diktatur von Miguel Primo de Rivera.
Von 1930 bis 1931 studierte José Medina Echavarría bei Martin Heidegger an der Philipps-Universität Marburg und kam mit dem Historismus von Wilhelm Dilthey und Erich Rothacker in Kontakt. Er interessierte sich für Denker wie Hans Freyer, Karl Mannheim, Georg Simmel, Ferdinand Tönnies und die Gebrüder Alfred und Max Weber. Von 1932 bis 1936 war er in der Zweiten Spanischen Republik Gerichtsrat. Während des spanischen Bürgerkrieges war er Botschafter von Juan Negrín bei Ignacy Mościcki in Warschau.
1939 emigrierte er nach Mexiko. Dort lehrte er zunächst am Casa de España. 1940 war er Mitgründer des Colegio de México (Colmex) – heutzutage eines der wichtigsten Universitätszentren Mexikos für Human- und Geisteswissenschaften. An diesem war er der erste Direktor des Centro de Estudios Sociales. Den Winter 1945 verbrachte er in Kolumbien und lehrte ab 1946 an der Universität von Puerto Rico.
Ab dem 1. August 1952 arbeitete er bei der Wirtschaftskommission für Lateinamerika und die Karibik der Vereinten Nationen (CEPAL) in Santiago de Chile. 1957 wurde er der erste Direktor der Facultad Latinoamericana de Ciencias Sociales. Von 30. November 1963 bis zu seiner Pensionierung am 30. Juni 1974 leitete er die Abteilung für soziale Entwicklung des Instituto Latinoamericano de Planificación Económica y Social (ILPES).
| Vorgänger                 | Amt                                              | Nachfolger     |
| ------------------------- | ------------------------------------------------ | -------------- |
| Mariano Ruiz-Funes Garcia | spanischer Botschafter in Warschau 1937 bis 1939 | Epifanio Muñoz |